# Universidade de Calgary
A Universidade de Calgary é uma universidade localizada na cidade de Calgary, Canadá, província de Alberta. É atendida por cerca de 28 mil estudantes. Seu lema é Mo Shùile Togam Suas, que significa em gaélico "eu levantarei os meus olhos".